# Bistum Carpi
Das Bistum Carpi (lat.: Dioecesis Carpensis, ital.: Diocesi di Carpi) ist eine in Italien gelegene römisch-katholische Diözese mit Sitz in Carpi.

## Geschichte
Das Bistum Carpi wurde am 1. Dezember 1779 durch Papst Pius VI. mit der Apostolischen Konstitution Inter plurimas errichtet und dem Erzbistum Bologna als Suffraganbistum unterstellt. Am 22. August 1855 wurde das Bistum Carpi dem Erzbistum Modena-Nonantola als Suffraganbistum unterstellt.
Papst Franziskus vereinigte das Bistum Carpi am 7. Dezember 2020 in persona episcopi mit dem Erzbistum Modena-Nonantola. Der Erzbischof von Modena-Nonantola, Erio Castellucci, zuvor bereits Apostolischer Administrator, wurde gleichzeitig zum Bischof von Carpi ernannt.

## Bischöfe von Carpi
- Francesco Benincasa SJ, 1779–1793
- Carlo Belloni, 1794–1800
- Giacomo Boschi, 1807–1815
- Filippo Cattani, 1822–1826, dann Bischof von Reggio Emilia
- Adeodato Caleffi OSB, 1826–1830, dann Bischof von Modena
- Clemente Maria Basetti, 1831–1839
- Pietro Raffaelli, 1839–1849, dann Bischof von Reggio Emilia
- Gaetano Maria Cattani, 1850–1863
- Gherardo Araldi, 1871–1891
- Andrea Righetti, 1891–1924
- Giovanni Pranzini, 1924–1935
- Carlo de Ferrari CSS, 1935–1941, dann Erzbischof von Trient
- Vigilio Federico Dalla Zuanna OFMCap, 1941–1952
- Artemio Prati, 1952–1983
- Alessandro Maggiolini, 1983–1989, dann Bischof von Como
- Bassano Staffieri, 1989–1999, dann Bischof von La Spezia-Sarzana-Brugnato
- Elio Tinti, 2000–2011
- Francesco Cavina, 2011–2019
- Erio Castellucci, seit 2020